# Nicolae Ciobanu (deputat)
Nicolae Ciobanu (n. 30 martie 1937) este un fost deputat român în legislatura 1990-1992, ales în județul Olt pe listele partidului FSN. Nicolae Ciobanu a demisionat din Parlament la data de 9 martie 1992.  